# Tisbe robusta
Tisbe robusta är en kräftdjursart som beskrevs av Monk 1941. Tisbe robusta ingår i släktet Tisbe och familjen Tisbidae. Inga underarter finns listade i Catalogue of Life.